# Cryptus spinosus
Cryptus spinosus là một loài tò vò trong họ Ichneumonidae.